# Fideliskirche
St.-Fidelis-Kirche ist der Name von römisch-katholischen Kirchen, die dem heiligen Fidelis von Sigmaringen geweiht sind:
Deutschland
- St. Fidelis (Berlin)
- St. Fidelis (Boscheln)
- St. Fidelis (Burladingen)
- St. Fidelis (Darmstadt)
- St. Fidelis (Deufringen)
- St. Fidelis (Offenburg)
- St. Fidelis (Otterswang)
- St. Fidelis (Regensburg)
- Fideliskirche (Sigmaringen)
- St. Fidelis (Stuttgart)
- St. Fidelis (Villingen-Schwenningen)

Österreich
- Fideliskapelle (Gargellen)
- Fideliskapelle Feldkirch

Schweiz
- St. Fidelis (Landquart GR)

Vereinigte Staaten
- Basilika St. Fidelis, Kansas